# Aldebert d'Uzès
Pour les articles homonymes, voir Aldebert.

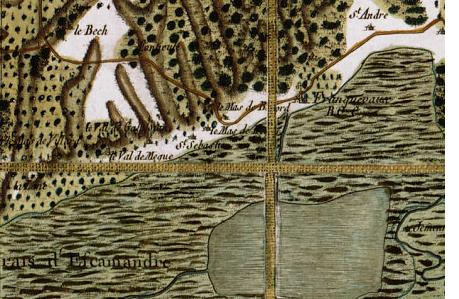
Franquevaux sur la carte de Cassini

Aldebert ou Adalbert d'Uzès et de Posquières est un prélat du XIIe siècle, trente-deuxième évêque connu de Nîmes, issu du lignage des seigneurs d'Uzès et de Posquières.

## Biographie

### Origines
Aldebert ou Adalbert (parfois Albert) est le fils Raymond Décan de Posquières, 2e seigneur connu d'Uzès, et de Marie d'Uzès.
Il a pour frères et sœurs : Faydide/Faidide d’Uzès, épouse d'Alphonse Jourdain, (« Anfos »), comte de Toulouse ; Bermond Ier, qui succède à son père et continue la tige de cette maison ; Raymond, évêque d'Uzès (1150-1188) Pierre, évêque de Lodève (1154-1161) ; Raymond/Raimond, évêque de Viviers (v.1157-1160) ; Béatrice, héritière de la moitié de la seigneurie.
Il est mentionné dans l'épitaphe de leur père († 1138), aux côtés de ses deux autres frères évêques, Raymond d'Uzès et Raymond de Viviers, épitaphe qui date d'au moins de 1157 ou après, puisque Raymond de Viviers n'est évêque qu'à partir de ce moment.

### Épiscopat
Élu à la mort de Guillaume Ier de Nîmes en 1141, il est sacré à Rome par Innocent II. Le pape lui octroie les monastères de Cendras et Saint-Sauveur de la fontaine de Nîmes.
Il est présent lors de la fondation de l'abbaye de Franquevaux (Gallia Christiana, t. VI, p. 192). Il en souscrit la donation à l'ordre cistercien.

### Au service du comte de Toulouse
En raison des liens familiaux entre le lignage d'Uzès et celui des comtes de Toulouse, Adelbert et son frère Bermond appartiennent à l'entourage des comtes, successivement Alphonse Jourdain, son beau-frère, puis Raymond V, son neveu. Tous deux sont membres du conseil comtal, même si la présence d'Adelbert est plus ponctuelle. L'historien Laurent Macé (2000) considère qu'il exerce avec son frère une « influence capitale auprès de Raimond V ». 
En 1149, il est en procès contre Jourdain de Montboissier, abbé de la Chaise-Dieu, frère de l'abbé de Cluny, Pierre le Vénérable. Il gagne le procès, mais l'abbé de Cluny s'en plaint au pape.
Ses compétences en droit lui valent d'être désigné, aux côtés de Raymond des Arènes, par le pape Adrien IV pour rendre une sentence opposant l'abbé de Psalmodi à celui de Saint-Ruf. Il est aussi membre, entre 1158-1159, d'un collège composé de quatre conseillers au service du comte de Toulouse pour rendre une sentence dans un conflit opposant l'évêque de Die au comte de Valentinois-Diois. Il a un rôle important lors de la trêve de février 1173, entre le comte et Alphonse II, roi d’Aragon, et il est présent, en avril 1176, lors du traité entre les deux princes.
Il s'allie en 1179 à Raymond V de Toulouse dans le cadre de la guerre qui l'oppose à Bernard Aton VI Trencavel.

### Fin d'épiscopat et succession
Le dernier document le mentionnant date de 1180. La liste épiscopale de Nîmes considère qu'il s'agit de la fin de son épiscopat. Toutefois, plusieurs auteurs placent la fin de l'épiscopat en 1182,,. Son neveu, Guillaume, lui succède, vers 1183.

## Sceau
Les Archives nationales conservent une bulle de plomb de 1174 (base sigilla) appendue à un hommage fait à l'évêque par Bernard d'Anduze. La bulle représente une vierge devout, vue de face, et porte l'inscription MATER XPISTI (Mater Christi) et au revers quatre lignes : ADBT — NEMAV — SENSI — EPS (Aldebertus Nemausensis episcopus).